# Fuchsia campii
Espèce
Statut de conservation UICN

VU : Vulnérable
Fuchsia campii est une espèce de plantes à fleurs de la famille des Onagraceae. C'est un arbuste endémique au sud des Andes en Équateur dans l' Azuay et dans la province de Lojas).

## Habitat
L'aire naturelle de Fuchsia campii se trouve sur les pentes des montagnes pluvieuses et humides à une altitude de 2 300 à 3 500 mètres dans des zones forestières situées au milieu des prairies. Il est parfois observés poussant le long des ruisseaux et des routes. L'espèce a été décrite en 1995 par en:Paul Edward Berry.
L'habitat de Fuchsia campiiest menacé. Une population de Fuchsia campii est protégé par son emplacement au sein du Parc Nacional Podocarpus et un autre est probablement protégé dans le Parc Nacional Cajas.